# 陶鲁瑟尔火山臼
陶鲁瑟爾火山臼（俄语：Кальдера Тао-Русыр）是一座位於俄羅斯聯邦遠東地區千島群島溫禰古丹島的成層火山，該火山擁有一個7.5公里寬的火山口，據考古，距離上一次災難性噴發是約一萬年前，目前的火山口位置被幽仙湖所覆蓋，火山的主體為山形對稱的安山岩火山錐黑石山。